# Burt Van Horn

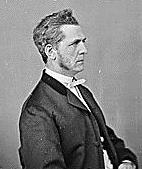
Burt Van Horn, um 1870

Burt Van Horn (* 28. Oktober 1823 in Newfane, Niagara County, New York; † 1. April 1896 in Lockport, New York) war ein US-amerikanischer Politiker. Zwischen 1861 und 1863 sowie nochmals von 1865 bis 1869 vertrat er den Bundesstaat New York im US-Repräsentantenhaus.

## Werdegang
Burt Van Horn wuchs auf einer Farm auf und besuchte die öffentlichen Schulen seiner Heimat. Dann absolvierte er die Yates Academy im Orleans County und das Hamilton College, die heutige  Colgate University. In den folgenden Jahren arbeitete er im Niagara County in der Landwirtschaft. Später war er in der Bekleidungsherstellung tätig. Politisch schloss er sich in den 1850er Jahren der damals entstandenen Republikanischen Partei an. Zwischen 1858 und 1860 war er Abgeordneter in der New York State Assembly.
Bei den Kongresswahlen des Jahres 1860 wurde Van Horn im 31. Wahlbezirk von New York in das US-Repräsentantenhaus in Washington, D.C. gewählt, wo er am 4. März 1861 die Nachfolge von Edwin R. Reynolds antrat. Bis zum 3. März 1863 konnte er eine Legislaturperiode im Kongress absolvieren, die von den Ereignissen des Bürgerkrieges geprägt war. Bei den Wahlen des Jahres 1864 wurde Van Horn im 29. Distrikt seines Staates erneut in den Kongress gewählt, wo er am 4. März 1865 Augustus Frank ablöste. Nach einer Wiederwahl konnte er bis zum 3. März 1869 zwei weitere Legislaturperioden im Kongress verbringen. Seit 1865 war die Arbeit des Kongresses von den Spannungen zwischen den Republikanern und Präsident Andrew Johnson belastet, die in einem nur knapp gescheiterten Amtsenthebungsverfahren gipfelten. In den Jahren 1865 und 1868 wurden der 13. bzw. der 14. Verfassungszusatz ratifiziert.
Im Jahr 1868 verzichtete Burt Van Horn auf eine weitere Kongresskandidatur. Nach dem Ende seiner Zeit im US-Repräsentantenhaus arbeitete er in Lockport in der Landwirtschaft und im Geldverleih. Zwischen 1877 und 1882 leitete er die Finanzverwaltung in Rochester. Er starb am 1. April 1896 in Lockport.